# Desmond de Silva
Desmond de Silva, (Matara, Sri Lanka, 13 de julho de 1944 – Melbourne, Austrália, 9 de janeiro de 2022) conhecido como o "o Rei de Baila", foi um cantor, músico de fundo e artista do Sri Lanka, conhecido por sua voz jovem que se diz ter mudado pouco em quatro décadas de atuação.